# Анастасія Сіволобова
Анастасія Сіволобова (нар. 14 серпня 1998) — молдовська футболістка, захисниця українського клубу «Ятрань-Берестівець».

## Клубна кар'єра
У сезоні 2017/18 років приєдналася до «Галаца». У футболці однойменного клубу зіграла 3 матчі в Лізі II, ще 1 поєдинок зіграв у кубку Румунії. На початку наступного сезону перейшла до «Геніу». Зіграла 4 матчі в елітному дивізіоні румунського чемпіонату, ще 2 поєдинки зіграла в кубку Румунії.
У серпні 2019 року приєдналася до «Ятрані». У футболці клубу з Уманщини дебютувала 31 серпня 2019 року в програному (1:2) домашньому поєдинку 9-о туру Вищої ліги проти волинського «Ладомира». Анастасія вийшла на поле на 54-й хвилині, замінивши Людмилу Крючкову. Дебютним голом за «Ятрань» відзначилася 13 вересня 2019 року на 64-й хвилині нічийного (1:1) виїзного поєдинку 8-о туру Вищої ліги проти вінницького «ЄСМ-Поділля». Сіволабова вийшла на поле на 32-й хвилині, замінивши Роксолану Комар.

## Кар'єра в збірній
Викликалася до молодіжної збірної Молдови WU-19. Дебютувала за «молодіжку» 15 вересня 2015 року в програному (0:9) поєдинку молодіжного чемпіонату Європи проти італійської «молодіжки». Анастасія вийшла на поле на 44-й хвилині, замінивши Тетяну Бабінецаю. Зіграла 5 матчів у молодіжній збірній Молдови WU-19.
У вересні 2015 року отримала дебютний виклик до складу національної збірної Молдови, для поєдинку проти Данії, проте на футбольне поле більше не виходила. Дебютувала в національній команді 6 квітня 2017 року в переможному (4:0) поєдинку кваліфікації чемпіонату світу проти Андорри. Сіволапова вийшла на поле на 67-й хвилині, замінивши Анастасію Тому.

## Освіта
У 2014 році закінчила Національний коледж Міхая Емінеску в Бухаресті.